# Marcel Amont
Marcel Amont (para o estado civil de Marcel Jean-Pierre Balthazar Miramon), (Bordéus, 1 de abril de 1929 — Saint-Cloud, 8 de março de 2023), foi um cantor e ator francês de sucesso durante os anos 1960 e 1970.

## Biografia
Nascido em Bordéus, filho de Modeste Miramon, funcionário das ferrovias, e Romélie Lamazou, enfermeira. Hesitou, depois do bacharelado, entre o professor de educação física e o Conservatoire d'art dramatique. A comédia e finalmente a música prevalecerão sobre o esporte. Ter visitadas as artes Bordeaux, ele "sobe" em Paris no final de 1950, onde ele gradualmente fez um nome na maioria dos cabarés dos dois bancos (Villa d'Este, a fonte 4 estações, etc.)
Em 1962, deu seu primeiro show one-man para Bobino por três meses e meio, esgotado; Além de seus próprios textos, criava várias músicas assinadas por Claude Nougaro (Le Balayeur de Roy, Penholder, Tango de Gêmeos, Jazz e Java).
Como muitos artistas de destaque da década de 1960 e 1970, os anos 1980 são difíceis sobre o plano de mídia francês, mas há mais de duas décadas, a natureza muito visual de sua arte abriu as portas no exterior (em turnê no Japão, Rússia, recital na Fundação Gould de São Francisco, Studio Uno em Roma por um ano, etc.). Ele colocou na música dois textos de Georges Brassens (Uma pequena véspera em excesso, The Old Fossil), que lhe dera em 1976 o Chapéu de Mireille.
Em janeiro de 2014 Marianne Melodie / Universal Music lançou um CD duplo Anthology (sucesso 1959-1975).
Morreu em 8 de março de 2023, aos 93 anos, em Saint-Cloud.